# Prichard Colón
Prichard Colón Meléndez (ur. 19 września 1992 w Maitland, Floryda) – amerykański bokser pochodzenia portorykańskiego, honorowy mistrz świata federacji WBC oraz złoty medalista Mistrzostw Panamerykańskich Młodzieży z 2010 roku w kategorii do 64 kg (141 funtów). 17 października 2015 roku, podczas walki z Terrelem Williamsem, Prichard Colón został wielokrotnie uderzony w tył głowy, co stanowiło naruszenie przepisów bokserskich. Po zakończeniu pojedynku stracił przytomność w szatni i został natychmiast przewieziony do szpitala, gdzie zdiagnozowano u niego krwotok mózgowy. Colón pozostawał w śpiączce przez 221 dni, a po jej wybudzeniu znajdował się w stanie wegetatywnym, bez możliwości samodzielnego mówienia i poruszania się.
Z czasem jego stan uległ częściowej poprawie. Został wypisany ze szpitala i obecnie przebywa pod stałą opieką rodziny. Przechodzi intensywną rehabilitację oraz fizjoterapię. Komunikuje się za pomocą specjalistycznego komputera wspomagającego mowę.

## Kariera amatorska
Prichard Colón urodził się w Maitland, na Florydzie. Jego rodzicami są Richard Colón oraz Nieves Colón, emerytowana kelnerka. W wieku 10 lat ojciec podjął decyzję o przeprowadzce do Portoryko, aby umożliwić synowi reprezentowanie wyspy w zawodach sportowych. Colón przeniósł się tam wraz ze swoją młodszą siostrą, natomiast matka i starszy brat pozostali na Florydzie. Rodzina osiedliła się w miasteczku Orocovis, położonym w centralnej części wyspy.
Treningi bokserskie rozpoczął w ośrodku Albergue Olímpico w Salinas, gdzie zyskał przydomek „Digget” – pochodzący od angielskiego słowa digger, odnoszącego się do jego wzrostu. Po ukończeniu szkoły średniej podjął studia z zakresu administracji biznesowej na Universidad del Sagrado Corazón w San Juan.
Colón odnosił sukcesy jako amator, zdobywając pięć tytułów mistrza Portoryko w kategoriach wagowych 141 i 152 funtów. W 2010 roku wywalczył złoty medal na Mistrzostwach Panamerykańskich Młodzieży w kategorii do 64 kg. W 2012 roku wziął udział w kwalifikacjach olimpijskich rozgrywanych w Brazylii, starając się o awans na Letnie Igrzyska Olimpijskie w Londynie. Przegrał jednak w trzeciej rundzie z reprezentantem Wenezueli, Gabrielem Maestre.
Po zakończeniu kariery amatorskiej, w której osiągnął bilans 170 zwycięstw i 15 porażek, Colón zdecydował się przejść na zawodowstwo w 2012 roku.

## Kariera zawodowa
Prichard Colón zadebiutował jako zawodowy bokser 23 lutego 2013 roku. Jego pierwszym przeciwnikiem był Xavier LaSalle; pojedynek odbył się w hali Cosme Beitía Salamo Coliseum w Cataño, w Portoryko. Colón znokautował rywala już w pierwszej rundzie.
Wyróżniał się bardzo aktywnym harmonogramem walk – w 2013 roku stoczył pięć pojedynków, a w 2014 roku wystąpił aż siedem razy. Jego najbardziej znacząca walka odbyła się 9 września 2015 roku przeciwko doświadczonemu Vivianowi Harrisowi. Starcie miało miejsce w Ricoh Coliseum w Toronto i zakończyło się zwycięstwem Colóna przez nokaut w czwartej rundzie.
17 października 2015 roku Colón zmierzył się z Terrelem Williamsem w EagleBank Arena w Fairfax w stanie Wirginia. Walka została zorganizowana jako zastępstwo po wycofaniu się Andre Dirrella z planowanego pojedynku z Blakiem Caparello z powodów medycznych. Pojedynek ten, odbywający się zaledwie miesiąc po walce Colóna z Harrisem, okazał się ostatnim w jego karierze. W trakcie walki Colón był wielokrotnie uderzany w tył głowy, co doprowadziło do poważnych konsekwencji zdrowotnych, skutecznie kończąc jego zawodową działalność sportową.

## Uraz i rehabilitacja
Walka trwała dziewięć rund. Colón dominował w pierwszych pięciu, jednak przez cały pojedynek wielokrotnie zgłaszał sędziemu Joe Cooperowi nielegalne ciosy w tył głowy zadawane przez Williamsona. Sędzia zignorował uwagi, odpowiadając: „Zajmij się tym”. W jednej z rund Colón uderzył rywala poniżej pasa i został ukarany odjęciem dwóch punktów.
W dziewiątej rundzie Colón został po raz pierwszy w karierze powalony na deski. Zgłosił zawroty głowy lekarzowi ringowemu, który jednak pozwolił mu kontynuować walkę. Po zakończeniu rundy narożnik Colóna zdjął mu rękawice, mylnie sądząc, że walka się zakończyła, co skutkowało jego dyskwalifikacją.
Po walce Colón poczuł się źle, zwymiotował i zemdlał. Został przewieziony do szpitala, gdzie zdiagnozowano u niego lewostronnego krwiaka podtwardówkowego (1,5 cm) z przemieszczeniem linii środkowej mózgu (1,2 cm). Przeprowadzono pilną hemikraniektomię w celu usunięcia krwiaka i zmniejszenia obrzęku mózgu. Colón zapadł w śpiączkę trwającą 221 dni.
Colón przebywał początkowo w szpitalu Inova Fairfax w Wirginii, a następnie został przeniesiony do specjalistycznego ośrodka rehabilitacyjnego Shepherd Center w Atlancie. Później trafił do domu matki w Orlando na Florydzie, gdzie kontynuował leczenie. Od kwietnia 2017 roku pozostawał w stanie wegetatywnym, nie odzyskując mowy ani pełnej sprawności.
W 2017 roku rodzice Colóna złożyli pozew cywilny, domagając się odszkodowania w wysokości ponad 900 milionów dolarów od lekarza ringowego oraz organizatorów gali. Do 2024 roku sprawa nie została rozstrzygnięta i nie trafiła do sądu. Matka Pricharda, Nieves Colón, wyraziła obawę, że może nigdy nie dojść do rozwiązania prawnego.
W 2018 roku rodzina opublikowała nagranie, na którym Colón reaguje na polecenia podczas fizjoterapii i uczy się komunikować za pomocą komputera. W 2023 roku jego stan wciąż wymagał stałej opieki, a proces rehabilitacji trwał.

## Reakcja Terrela Williamsa
W wywiadzie z 2017 roku Terrel Williams wyraził żal z powodu tragedii, mówiąc: „Modlę się za Pricharda każdego dnia. [...] Życzę mu tylko spokoju i zdrowia.” Obecnie jest on najczęściej kojarzony z tragiczną walką z Colónem, a nie z własną karierą sportową.

## Rekord w walkach zawodowych
| Walka | Wynik     | Rekord | Przeciwnik              | Rozstrzygnięcie | Runda        | Dane                 | Lokalizacja                        | Uwagi |
| ----- | --------- | ------ | ----------------------- | --------------- | ------------ | -------------------- | ---------------------------------- | --- |
| 17    | Przegrana | 16-1   | Terrel Williams         | DQ              | 9 (10), 0:17 | 17 października 2015 | EagleBank Arena                    | Po zakończeniu rundy narożnik Colóna zdjął mu rękawice, mylnie sądząc, że walka się zakończyła, co skutkowało jego dyskwalifikacją. |
| 16    | Wygrana   | 16–0   | Vivian Harris           | KO              | 4 (6), 1:03  | 11 września 2015     | Coca-Cola Coliseum                 | |
| 15    | Wygrana   | 15–0   | Michael Finney          | TKO             | 2            | 1 sierpnia 2015      | Barclays Center                    | |
| 14    | Wygrana   | 14–0   | Daniel Calzada          | TKO             |              | 11 kwietnia 2015     | Barclays Center                    | |
| 13    | Wygrana   | 13–0   | Héctor Muñoz            | UD              |              | 31 stycznia 2015     | 2300 Arena                         | |
| 12    | Wygrana   | 12–0   | Christopher Degollado   | UD              |              | 11 września 2014     | Hard Rock Hotel and Casino         | |
| 11    | Wygrana   | 11–0   | Lenwood Dozier          | UD              |              | 9 sierpnia 2014      | Barclays Center                    | |
| 10    | Wygrana   | 10–0   | Carlos García Hernández | TKO             |              | 19 czerwca 2014      | Coliseo Rubén Rodríguez            | |
| 9     | Wygrana   | 9–0    | Javier García           | TKO             |              | 28 kwietnia 2014     | Coliseo Rubén Rodríguez            | |
| 8     | Wygrana   | 8–0    | Shad Howard             | TKO             |              | 15 marca 2014        | Coliseo Rubén Rodríguez            | |
| 7     | Wygrana   | 7–0    | José Vidal Soto         | TKO             |              | 25 stycznia 2014     | Gimnasio Manuel Toribio            | |
| 6     | Wygrana   | 6–0    | Víctor Moya             | TKO             |              | 19 stycznia 2014     | Arena del Masacre, Loma de Cabrera | |
| 5     | Wygrana   | 5–0    | Jonathan García         | RTD             |              | 21 grudnia 2013      | Coliseo Cosme Beitía Salamo        | |
| 4     | Wygrana   | 4–0    | Juan Ramón Santos       | TKO             |              | 7 grudnia 2013       | Coliseo Pedro Julio Nolasco        | |
| 3     | Wygrana   | 3–0    | Jorge Burgos            | TKO             |              | 9 listopada 2013     | Coliseo Pedro Julio Nolasco        | |
| 2     | Wygrana   | 2–0    | Patrick Thomas          | TKO             |              | 23 marca 2013        | Bahia Shrine Temple                | |
| 1     | Wygrana   | 1–0    | Xavier Lasalle          | KO              |              | 23 lutego 2013       | Coliseo Cosme Beitía Salamo        | |